# إيرين المجرية

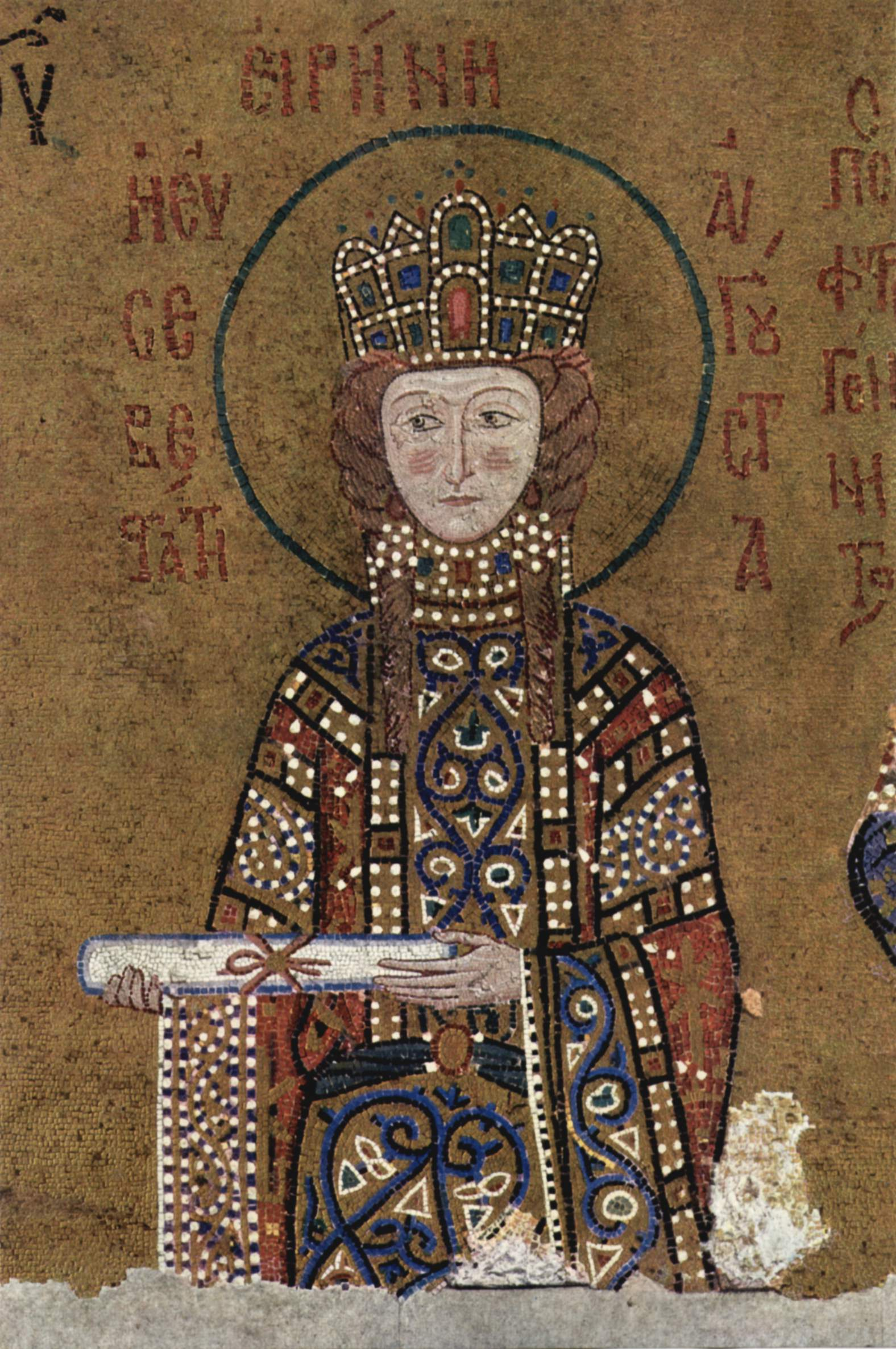
كونستنبليوس هى صورة مرسومة تعود إلى عائلة كومينوس في ايا صوفيا (اليوم أسطنبول،تركيا)

القديسة ايرين المجرية، عرفت باسم كاراميل عند ولادتها، (ولدت في 1088 ،وتوفيت في 13 أغسطس 1134 )، وهي ابنة الملك المجري اديسلاونس وسفابيلاى أديلايد. وهي زوجة الإمبراطور يوحنا الثاني كومنين ، ووالدة الإمبراطور مانويل كومنينوس الأول.
ولدت ايرين بازترغوم. وتوفيت والدتها في عام 1090 عندما كانت في عمر الثانية عشرة. وتوفي والدها في عام 1095. وتولى العرش من بعد اديسلاونس ابن أخيه كولومان وكان حامياً للعرش.
ومن أجل أن يحسن علاقته مع الإمبراطور البيزنطي
ألكسيوس، وافق كولومان على زواجها من يوحنا الثاني كومنين الابن الأكبر للإمبراطور ألكسيوس كومنينوس والإمبراطورة ايرين. ومنذ 1 سبتمبر 1104، كان والده إمبراطورا مشتركا. وبذلك تم عقد الزاوج بين يانيس زونراس وجون كيناموس.
وقد قبلت الكنيسة الأرثوذكسية في القسطنطينية، وبذلك تم تغيير اسم كاراميل إلى ايرين. وأصبح لديها ثمانية اطفال ومعهم يانيس.
وفيما يلي ترتيب ولادة الأطفال:
- أكسيوس كومينوس (ولدت فبراير 1106* توفيت 1142 ) وعمل كأمبراطور مشترك. وقد سجلت ولادته في الاقار المسماة بألاكسيد بكومينا.
- ماريا كومونى ( ابنة ألكسيوس) تزوجت بجون لروجر دال أسينوس
- أندرونيكوس كومينوس (توفى 1142)
- انا كومونى تزوجت بستيفانوس كونتوستفينوس
- اسحاق كومينوس (توفى 1154)
- تيودور كوموني (توفى 12 مايو 1157 ) وتزوج بمانويل انيماس
- ايدوكيا كوموني، تزوجت بثيودوروس فاتيتس
- مانويل الأول كومينوس (توفى 1180 ) ،عمل كأمبراطور 5الفترة من أبريل 1143* 24 سبتمبر 1180.

عاشت ايرين ويانيس الثاني حياة مثالية وكان يوجد بينهما الكثير من التوافق كزوجين. ولم تتدخل في شؤون الحكم و السياسة في الدولة، حيث أنها عاشت تربي الأطفال الثمانية، وتعمل على تدريبهم والإشراف على تعليمهم.
توفيت في 13 أغسطس 1134 وبعد وفاتها تم تكريس ذكرى وفاتها.

## وصلات داخلية
- آنا كومنينا

## الروابط الخارجية
- Her profile along with her husband in "Medieval Lands" by Charles Cawley